# We R Who We R
"We R Who We R" – pierwszy singiel amerykańskiej piosenkarki Ke$hy, pochodzący z jej pierwszego EP, zatytułowanego Cannibal. Piosenkę wydano 22 października 2010 w formacie digital download.

## Lista utworów
Download
1. "We R Who We R" - 3:24

Single CD (Niemcy)
1. "We R Who We R" - 3:24
2. "Animal" (Dave Audé Remix) - 4:37

Digital EP (Wlk. Brytania)
1. "We R Who We R"
2. "Sleazy"
3. "Animal" (Dave Audé Remix)
4. "Animal" (Billboard Remix)

## Notowania
| Notowanie (2010–11)                          | Pozycja na liście |
| -------------------------------------------- | ----------------- |
| Austria (Ö3 Austria Top 40)                  | 15                |
| Kanada (Billboard Canadian Hot 100)          | 2                 |
| Błąd przy wprowadzaniu danych Czech Republic | 20                |
| Błąd przy wprowadzaniu danych Denmark        | 31                |
| Błąd przy wprowadzaniu danych Germany        | 23                |
| Błąd przy wprowadzaniu danych Ireland        | 10                |
| Błąd przy wprowadzaniu danych Italy          | 33                |
| Japonia (Japan Hot 100)                      | 5                 |
| Holandia (Single Top 100)                    | 42                |
| Błąd przy wprowadzaniu danych New Zealand    | 4                 |
| Błąd przy wprowadzaniu danych Norway         | 13                |
| Błąd przy wprowadzaniu danych Slovakia       | 4                 |
| Błąd przy wprowadzaniu danych Spain          | 26                |
| Błąd przy wprowadzaniu danych Sweden         | 22                |
| Błąd przy wprowadzaniu danych Switzerland    | 17                |